# Brokig spegellöpare
Brokig spegellöpare (Bembidion litorale) är en skalbaggsart som först beskrevs av Olivier 1791.  Brokig spegellöpare ingår i släktet Bembidion, och familjen jordlöpare. Arten är reproducerande i Sverige.

## Bildgalleri

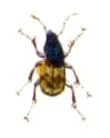